# Agrotis monochroma
Agrotis monochroma är en fjärilsart som beskrevs av Emilio Berio 1936. Agrotis monochroma ingår i släktet Agrotis och familjen nattflyn. Inga underarter finns listade i Catalogue of Life.